# Ordabasy Szymkent
Ordabasy Szymkent (kaz. Ордабасы Футбол Клубы) – kazachski klub piłkarski z siedzibą w Szymkencie, w latach 2000–2002 i od 2003 występujący w kazachskiej Priemjer Ligasy.

## Historia
Chronologia nazw:
- 2000: Dostyk Szymkent (kaz. «Достық» ФК (Шымкент)) – po połączeniu klubów Żiger Szymkent i Tomiris Szymkent
- 2003: Ordabasy Szymkent (kaz. «Ордабасы» ФК (Шымкент))

Pierwotnie powstał w 1949, pod nazwą Dinamo i potem tworzył historię Żigera. Drugie życie zyskał w lipcu 2000 w wyniku fuzji miejscowych klubów Żiger Szymkent i Tomiris Szymkent, nazywał się Dostyk Szymkent. W tym samym roku zadebiutował w rozgrywkach Kazachskiej Wyższej Ligi. W sezonie 2001 zajął przedostatnie, szesnaste miejsce, spadając na drugi poziom rozgrywkowy. W sezonie 2002 wywalczył powrót na najwyższy szczebel. W 2003 przyjął nazwę Ordabasy Szymkent. W 2007 finalista Pucharu Kazachstanu, w którym przegrał 0:3 z Tobołem Kustanaj.
Dzięki pucharowemu zwycięstwu w 2011, Ordabasy wzięły udział w Superpucharze Kazachstanu 2012. Zwyciężyły Szachtior Karaganda 1:0 na Astana Arenie, przy obecności 12 000 widzów, dzięki bramce kapitana Kajrata Äszyrbekowa. Jako zdobywcy pucharu, zakwalifikowały się do eliminacji Ligi Europy UEFA. W swoim debiucie na poziomie międzynarodowym podjęły FK Jagodina z Serbii w pierwszej rundzie kwalifikacyjnej. Po wygraniu pierwszego meczu 1:0, remis 0:0 w rewanżu pozwolił drużynie na awans do kolejnej rundy. Zmierzyła się w niej z reprezentantami Norwegii, Rosenborgiem Trondheim. Przegrywając dwumecz 3:4, Ordabasy odpadły z dalszej rywalizacji.
W 2021 trenerem klubu został Alaksandr Siadniou. 12 listopada 2022 klub zdobył drugi w historii Puchar Kazachstanu. W grudniu 2022 prezydentem Ordabasów został przedsiębiorca Bauyrżan Abdubaitow (sam klub pozostał państwowy), który zwiększył budżet klubu do ok. 20 mln euro. Klub pozyskał m.in. Aschata Tagybergena, Bobura Abdikholikova czy Jorginho. W sezonie 2023/2024 w eliminacjach do Ligi Konferencji Europy UEFA klub w drugiej rundzie wylosował Legię Warszawa (w pierwszym meczu zremisował 2:2, a w rewanżowym, wyjazdowym spotkaniu przegrał 2:3, odpadając z eliminacji).
W 2023 Ordabasy zdobyły pierwsze w swojej historii mistrzostwo Kazachstanu. W pierwszej rundzie eliminacji Ligi Mistrzów UEFA 2024/2025 Ordabasy odpadły z mistrzem Mołdawii Petrocubem Hîncești.

## Skład w sezonie 2023/2024
Stan na 3 sierpnia 2023
| Nr | Poz. | Piłkarz                     |
| -- | ---- | --------------------------- |
| 1  | BR   | Bekchan Szajzada            |
| 5  | OB   | Gafurżan Sujumbajew         |
| 6  | PO   | Duman Narziłdajew           |
| 7  | PO   | Shahboz Umarov              |
| 8  | PO   | Aschat Tagybergen (kapitan) |
| 9  | PO   | Bauyrżan Isłamchan          |
| 11 | PO   | Maksim Fedin                |
| 13 | BR   | Każymukan Tolepbergen       |
| 16 | PO   | Alichan Uteszew             |
| 17 | OB   | Akmal Bachtijarow           |
| 19 | PO   | Jewhenij Makarenko          |
| 20 | NA   | Batyrchan Tażybaj           |
| 21 | PO   | Jerkebułan Tunggyszbajew    |

| Nr | Poz. | Piłkarz             |
| -- | ---- | ------------------- |
| 22 | OB   | Sułtanbek Astanow   |
| 23 | OB   | Temyrłan Jerłanow   |
| 25 | OB   | Serhij Mały         |
| 26 | OB   | Mamadou Mbodj       |
| 27 | PO   | Bernardo Matić      |
| 29 | NA   | Usiewaład Sadouski  |
| 41 | NA   | Artem Biesiedin     |
| 45 | NA   | Bobur Abdikholikov  |
| 47 | PO   | Władisław Wasiljew  |
| 74 | BR   | Muchammedżan Sejsen |
| 88 | NA   | Jorginho            |
| 96 | OB   | Auro Jr.            |
| 99 | PO   | Ajbar Żaksyłykow    |

## Sukcesy
- Priemjer-Liga:
  - zdobywca: 2023[12]
  - 3. miejsce: 2017, 2019
- Puchar Kazachstanu: 
  - zdobywca: 2011, 2022[3]
  - finalista: 2007[6]
- Superpuchar Kazachstanu: 
  - zdobywca: 2012[3]

## Udział w pucharach
| Legenda do wszystkich tabel: - Q – runda kwalifikacyjna, 1/16, 1/8, 1/4, 1/2 – odpowiednia faza rozgrywek, Grupa – runda grupowa, 1r gr – pierwsza runda grupowa, 2r gr – druga runda grupowa, F – finał, R – runda, PO – play-off - k. – rzuty karne, los. – losowanie, Dogr. – dogrywka, w. – zasada bramek strzelonych na wyjeździe |

### Azjatyckie puchary
| Sezon   | Rozgrywki                 | Runda | Klub                 | Dom | Wyjazd | Ogólnie |
| ------- | ------------------------- | ----- | -------------------- | --- | ------ | ------- |
| 1996/97 | Puchar Zdobywców Pucharów | 1R    | Turan Daszoguz       | 5–1 | 0–0    | 5–1     |
| 1996/97 | Puchar Zdobywców Pucharów | 2R    | Szachtior Kyzył-Kyja | 7–2 | 0–1    | 7–3     |
| 1996/97 | Puchar Zdobywców Pucharów | 1/4   | Esteghlal Teheran    | 0–1 | 0–0    | 0–1     |

### Europejskie puchary
| Sezon   | Rozgrywki               | Runda | Klub              | Dom     | Wyjazd  | Ogólnie     |
| ------- | ----------------------- | ----- | ----------------- | ------- | ------- | ----------- |
| 2012/13 | Liga Europy             | 1Q    | FK Jagodina       | 0–0     | 1–0     | 1–0         |
| 2012/13 | Liga Europy             | 2Q    | Rosenborg         | 1–2     | 2–2     | 3–4         |
| 2015/16 | Liga Europy             | 1Q    | Beitar Jerozolima | 0–0     | 1–2     | 1–2         |
| 2016/17 | Liga Europy             | 1Q    | FK Čukarički      | 3–3     | 0–3     | 3–6         |
| 2017/18 | Liga Europy             | 1Q    | Široki Brijeg     | 0–0     | 0–2     | 0–2         |
| 2019/20 | Liga Europy             | 1Q    | Torpedo Kutaisi   | 1–0     | 2–0     | 3–0         |
| 2019/20 | Liga Europy             | 2Q    | Mladá Boleslav    | 2–3     | 1–1     | 3–4         |
| 2020/21 | Liga Europy             | 1Q    | FC Botoșani       | 1–2 (D) | 1–2 (D) | 1–2         |
| 2023/24 | Liga Konferencji Europy | 2Q    | Legia Warszawa    | 2–2     | 2–3     | 4–5         |
| 2024/25 | Liga Mistrzów           | 1Q    | Petrocub Hîncești | 0–0     | 0–1     | 0–1         |
| 2024/25 | Liga Konferencji        | 2Q    | FC Differdange 03 | 4–3     | 0–1     | 4–4, k: 4–3 |
| 2024/25 | Liga Konferencji        | 3Q    | Piunik Erywań     | 0–1     | 0–1     | 0–2         |
| 2025/26 | Liga Konferencji        | 1Q    | Torpedo Kutaisi   | 1–1     | 3–4     | 4–5         |